# Jacob Burckhardt
Carl Jacob Christoph Burckhardt (25. maj 1818 - 8. avgust 1897) je bil švicarski zgodovinar umetnosti in kulture ter vpliven lik v zgodovinopisju obeh področij. Znan je kot eden večjih začetnikov kulturne zgodovine . Sigfried Giedion je Burckhardtov dosežek opisal z naslednjimi izrazi: »Veliki odkritelj dobe renesanse je prvi pokazal, kako je treba neko obdobje obravnavati v celoti, kar zadeva njegovo slikarstvo, kiparstvo in arhitekturo, vendar tudi za socialne ustanove vsakdanjega življenja.«  Najbolj znano Burckhardtovo delo je Renesančna kultura v Italiji (Die Kultur der Renaissance in Italien, 1860).

## Življenje
Sin protestantskega duhovnika, se je Burckhardt rodil in umrl v Baslu, kjer je študiral teologijo v upanju, da bo prejel mašniško posvečenje; vendar se je pod vplivom Wilhelma Martina Leberechta de Wetteja odločil, da ne bo postal duhovnik. Bil je član patricijske družine Burckhardt.
Diplomo je končal leta 1839 in odšel na berlinsko univerzo, da bi študiral zgodovino , zlasti umetnostno zgodovino, to novo področje. V Berlinu se je udeležil predavanj Leopolda von Rankeja, ustanovitelja zgodovine kot ugledne akademske discipline, ki temelji na virih in zapisih in ne na osebnih mnenjih. Del leta 1841 je preživel na univerzi v Bonnu in študiral pri umetnostnem zgodovinarju Francu Theodorju Kuglerju, ki mu je posvetil svojo prvo knjigo Die Kunstwerke der belgischen Städte (1842).
Poučeval je na univerzi v Baslu od 1843 do 1855, nato na Zvezni politehnični šoli. Leta 1858 se je vrnil v Basel in prevzel profesuro, ki jo je opravljal do upokojitve leta 1893. Zgodovino umetnosti je začel poučevati šele leta 1886. Dvakrat je zavrnil ponudbo profesorske katedre na nemških univerzah, leta 1867 na Tübingenski univerzi in Rankejevo katedro na berlinski univerzi leta 1872.
Burckhardt je trenutno predstavljen na bankovcu za švicarskih tisoč frankov.

## Delo
Burckhardtovi zgodovinski spisi so veliko pripomogli k ugotovitvi pomena umetnosti pri preučevanju zgodovine; res je bil eden izmed 'ustanoviteljev umetnostne zgodovine', pa tudi eden od prvih ustvarjalcev kulturne zgodovine. Po besedah Johna Lukacsa je bil prvi mojster kulturne zgodovine, ki si prizadeva opisati duh in oblike izražanja določene dobe, določenega ljudstva ali določenega kraja. Njegov inovativni pristop k zgodovinskim raziskavam je poudaril pomen umetnosti in njeno neprecenljivo vrednost kot primarnega vira za proučevanje zgodovine. Bil je eden prvih zgodovinarjev, ki se je dvignil nad ozko predstavo iz 19. stoletja, da »je zgodovina preteklost politike, politika pa trenutna zgodovina«.   Burckhardtov nesistematični pristop k zgodovini se je močno upiral interpretacijam hegelijanstva, ki je bilo priljubljeno v tistem času; ekonomizem kot interpretacija zgodovine in pozitivizem, ki je prevladoval v znanstvenih diskurzih (vključno z diskurzom družboslovja).
Leta 1838 se je Burckhardt podal na prvo pot v Italijo in objavil svoj prvi pomemben članek Bemerkungen über schweizerische Kathedralen ('Opombe o švicarskih stolnicah'). Burckhardt je na univerzi v Baslu objavil vrsto predavanj, ki jih je leta 1943 objavila družba Pantheon Books Inc., pod naslovom Sila in svoboda: Interpretacija zgodovine Jacoba Burckhardta (Force and Freedom: An Interpretation of History by Jacob Burckhardt). Leta 1847 je izšla nova izdaja dveh velikih Kuglerjevih del, Geschichte der Malerei in Kunstgeschichte, leta 1853 pa je objavil svoje delo Die Zeit Constantins des Grossen ('Doba Konstantina Velikega'). Večji del let 1853 in 1854 je preživel v Italiji in zbiral gradivo za svoj Der Cicerone: Eine Anleitung zum Genuss der Kunstwerke Italiens (1855 ) (7. nemška izdaja, 1899; Za uporabo popotnikom jo je v angleščino prevedel A. H. Clough leta 1873), prav tako posvečena Kuglerju. Delo, »najboljši vodnik, ki je bil kdaj napisan«. , je zajemalo kiparstvo in arhitekturo ter slikarstvo, je postalo nepogrešljivo vodilo za umetniške popotnike v Italiji.
Približno polovica izvirne izdaje je bila posvečena umetnosti renesanse. To je Burckhardta seveda privedlo do tega, da je napisal dve knjigi, po katerih je najbolj znan, svojo knjigo Die Cultur der Renaissance in Italien leta 1860 ('Renesančna kultura v Italiji' slovenski prevod Državna založba Slovenije, 1963, COBISS.SI-ID - 2225409) in njegov Geschichte der Renaissance v Italien iz leta 1867 ('Zgodovina renesanse v Italiji'). Renesančna kultura v Italiji je bila najbolj vplivna interpretacija italijanske renesanse v 19. stoletju in je še vedno veliko brana. Burckhardt je bil morda v zvezi s tem delom prvi zgodovinar, ki je izraz 'modernost' uporabil v jasno opredeljenem akademskem kontekstu.  Burckhardt je razvil ambivalentno razlago sodobnosti in učinkov renesanse, hvalil gibanje kot uvedbo novih oblik kulturne in verske svobode, hkrati pa je zaskrbljen zaradi morebitnih občutkov odtujenosti in nezadovoljstva, ki bi jih lahko občutili sodobni moški. Te trditve so se izkazale za precej kontroverzne, vendar znanstvene sodbe Burckhardtove zgodovine renesanse včasih veljajo za utemeljene z naknadnimi raziskavami zgodovinarjev, vključno z Desmondom Sewardom in umetnostnimi zgodovinarji, kot je Kenneth Clark. Burckhardt in nemški zgodovinar Georg Voigt sta ustanovila zgodovinski študiji renesanse. V nasprotju z Voigtom, ki je svoje študije omejil na zgodnji italijanski humanizem, se je Burckhardt ukvarjal z vsemi vidiki renesančne družbe.
Burckhardt je študij antične zgodovine smatral za intelektualno potrebo in je bil zelo cenjen učenjak grške civilizacije. 'Grki in grška civilizacija' povzema ustrezna predavanja, Griechische Kulturgeschichte, ki jih je Burckhardt prvič izdal leta 1872 in ki jih je ponavljal do leta 1885. Ob njegovi smrti je delal na štirih zvezkih grške civilizacije.
Sodbe o zgodovini in zgodovinarjih temeljijo na Burckhardtovih predavanjih o zgodovini na Univerzi v Baslu med letoma 1865 in 1885. V njem so podana njegova spoznanja in interpretacija dogodkov celotnega pomena zahodne civilizacije od antike do dobe revolucij, vključno s srednjim vekom, zgodovino od 1450 do 1598, zgodovino 17. in 18. stoletja. 
Friedrich Nietzsche, imenovan profesor klasične filologije v Baslu leta 1869 pri 24 letih, je občudoval Burckhardta in se udeležil nekaterih njegovih predavanj. Oba moška sta bila občudovalca pokojnega Arthurja Schopenhauerja. Nietzsche je menil, da se Burckhardt strinja s tezo njegovega Rojstva tragedije (Die Geburt der Tragödie aus dem Geist der Musik), da je grška kultura opredeljena z nasprotovanjem 'apolonskim' in 'dionizijskim' težnjam. Nietzsche in Burckhardt sta uživala v intelektualni družbi drug drugega, čeprav se je Burckhardt držal stran od Nietzschejeve razvijajoče se filozofije. Njuna obširna korespondenca je bila objavljana več let. Burckhardtov študent Heinrich Wölfflin ga je nasledil na univerzi v Baslu pri komaj 28 letih.
Politics[edit]
V Burckhardtovi personi vlada napetost med pametnim in razgledanim študentom italijanske renesanse in previdnim izdelkom švicarskega kalvinizma, ki ga je kot ministrant obsežno študiral. Švicarska političnost, v kateri je preživel skoraj vse svoje življenje, je bila precej bolj demokratična in stabilna, kot je bila norma v Evropi 19. stoletja. Kot Švicar je bil Burckhardt hladen tudi do nemškega nacionalizma in do nemških trditev o kulturni in intelektualni superiornosti. Dobro se je zavedal tudi hitrih političnih in gospodarskih sprememb, ki so se dogajale v Evropi tistega časa in je v svojih predavanjih in zapisih komentiral industrijsko revolucijo, evropske politične preobrate ter vse večji evropski nacionalizem in militarizem. Dogodki so dokončno izpolnili njegovo napoved kataklizmičnega 20. stoletja, v katerem bodo osrednji vlogi igrali nasilni demagogi (ki jih je imenoval 'grozni poenostavitelji'). V poznejših letih se je Burckhardt v času svojega življenja znašel brez vtisa o demokraciji, individualizmu, socializmu in mnogih drugih idejah.
Več kot stoletje prej je opazil tudi, da »ima država dolgove za politiko, vojno in druge višje vzroke in 'napredek'.... Predpostavka je, da bo prihodnost to razmerje večno spoštovala. Država se je naučila od trgovcev in industrialcev, kako izkoriščati kredite; kljubuje narodu, da bi ga kdaj pa kdaj spustila v bankrot. Poleg vseh goljufov je država zdaj v vlogi prevaranta.« 

## Izbor del
- Carl Martell (1840)
- Kunstwerke der belgischen Städte (1842)
- Conrad von Hochstaden (1843)
- Die Zeit Constantins des Großen (konec 1852, uradno 1853) [13]
- Ciceron (1855; Digitalisat und Volltext im Deutschen Textarchiv)
- Die Kultur der Renaissance in Italien (1860; Digitalisat und Volltext im Deutschen Textarchiv)
- Geschichte der Renaissance in Italien (1878)

Iz zapuščine so se pojavila dela: 
- Erinnerungen aus Rubens (1898)
- Griechische Kulturgeschichte (1898–1902)
- Weltgeschichtliche Betrachtungen (1905)
- Historische Fragmente (zbrano iz zapuščine Emila Dürreja, 1942)

Izdaje: 
- Jacob Burckhardt-zbrana dela. Schwabe, Basel 1929–1934.
- Pisma. Vollständig und kritisch bearbeitete Ausgabe mit Benützung des handschriftlichen Nachlasses hergestellt von Max Burckhardt. 11 svezkov. Schwabe, Basel 1949–1994.
- Zbrana dela. 10 zvezkov. Schwabe, Basel 1955–1959.
- Werke. Kritische Gesamtausgabe. Hrsg. von der Jacob-Burckhardt-Stiftung, Basel. 29 Bände. Schwabe, Basel, und C. H. Beck, München, ab 2002 (bisher 16 Bände erschienen; Editionsplan Editionsplan).